# Jahn–Teller-effektus

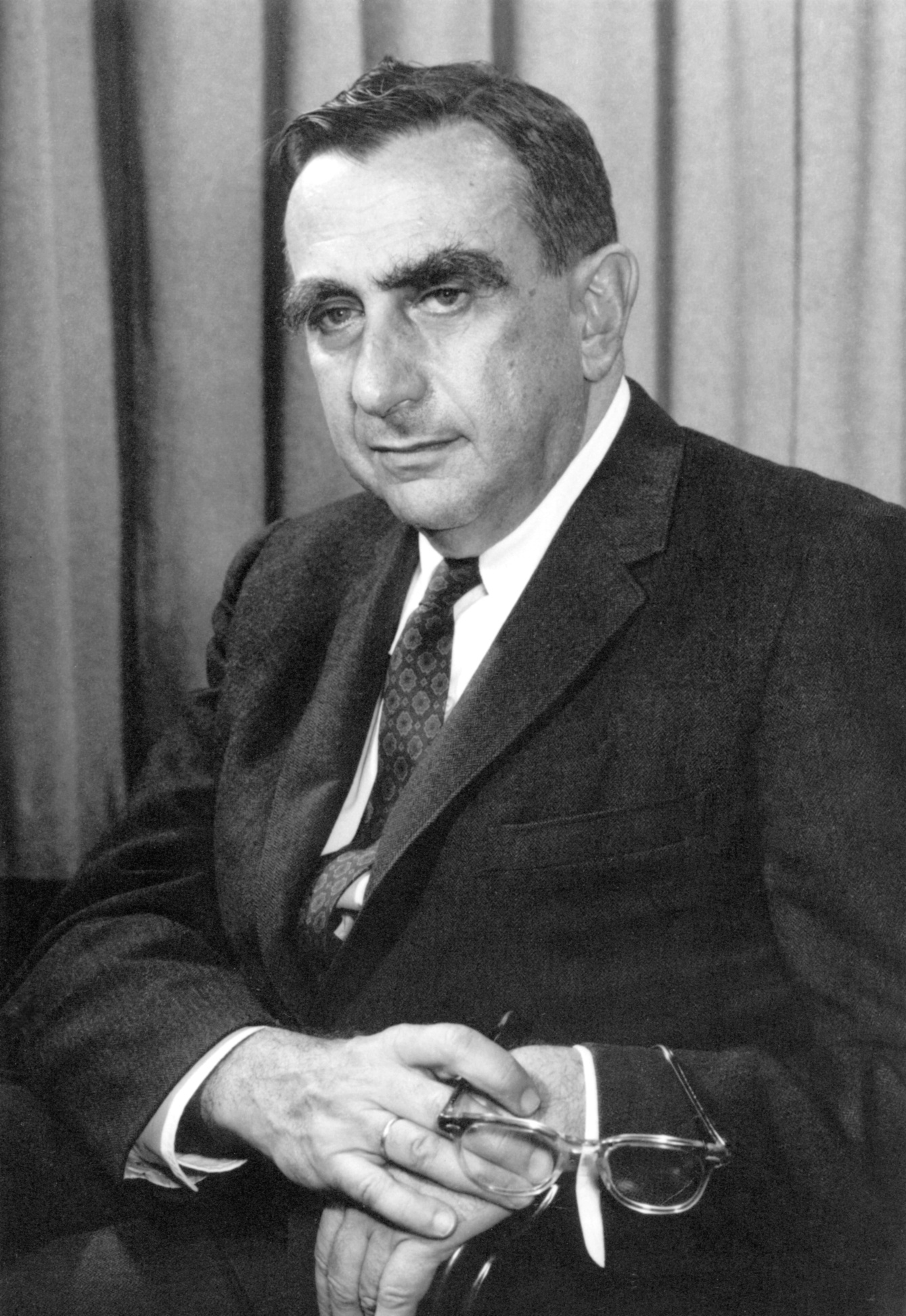
Teller Ede

A Jahn–Teller-effektus (vagy Jahn–Teller-torzítás) a molekulák és ionok geometriai torzulása. Ez a hatás Hermann Arthur Jahn és Teller Ede fizikusokról lett elnevezve, akik a csoportelmélet segítségével bizonyították, hogy a nem lineáris, degenerált (azonos energiájú) kötőpályával rendelkező molekulák vagy ionok nem lehetnek stabilak. Az elv lényegében azt állítja, hogy bármelyik nemlineáris molekula alapállapotában geometriailag torzul (spontán szimmetriasértés), ami energetikailag kedvező, és egyúttal megszünteti a pályák degeneráltságát.
A jelenség előfordul szervetlen komplexeknél.
Például a [Cu(H2O)6]2+ koordinációs komplex oktaéderes, és azt várnánk, hogy a hat ligandum egyforma helyet foglal el a szabályos oktaéderben. Ehelyett az oktaéder torzul, négy ligandum egy négyzetben helyezkedik el és kettő távolabb. Ha az „eredeti” szerkezet középpontos szimmetriájú, a torzult rendszernek is rendelkeznie kell középpontos szimmetriával.